# Har ha-Ša'avi
Har ha-Ša'avi (hebrejsky: הר השאבי) je vrch v horském pásu Harej Jatvat o nadmořské výšce 534 m v severním Izraeli, v Dolní Galileji.
Nachází se cca 3 kilometry jižně od města Sachnín. Má podobu protáhlého kopce s řídce zalesněnými svahy. Podél severního okraje hory vede lokální silnice 7955 z vesnice Avtaljon do Jodfatu. Jižně od vrcholu začíná okraj terénního stupně, jenž pak dál na jih padá strmě do Bejtnetofského údolí. Výškový rozdíl mezi dnem údolí a vrcholem hory přesahuje 350 metrů. V tomto svahu se nachází beduínská lokalita Hudžajrat Dahara. Tato zlomová linie pokračuje východním i západním směrem dalšími dílčími vrcholy. Hora je turisticky využívána. Na severu terén přechází v rozsáhlou náhorní planinu, z níž vystupuje pahorek Har Morsan, která pak pozvolna klesá k městu Sachnin.